# Australian Open 2015 - Doppio femminile in carrozzina
Yui Kamiji e Jordanne Whiley erano le campionesse in carica del torneo di doppio femminile in carrozzina.
Il duo nippo-britannico riconquista il titolo battendo in finale Jiske Griffioen e Aniek Van Koot per 4-6, 6-4, 7-5.

## Teste di serie
1. Yui Kamiji /  Jordanne Whiley (campionesse)
2. Jiske Griffioen /  Aniek Van Koot (finale)

## Tabellone

### Legenda
| - Q = Qualificato - WC = Wild card - LL = Lucky loser | - ALT = Alternate - SE = Special Exempt - PR = Protected Ranking | - w/o = Walkover - r = Ritirato - d = Squalificato |

|  | Semifinali | Semifinali                       | Semifinali                       | Semifinali | Semifinali |  |  | Finale | Finale                         | Finale | Finale | Finale |  |
|  |            |                                  |                                  |            |            |  |  |        |                                |        |        |        |  |
|  | 1          | Yui Kamiji Jordanne Whiley       | Yui Kamiji Jordanne Whiley       | 6          | 6          |  |  |        |                                |        |        |        |  |
|  |            | Sharon Walraven Katharina Kruger | Sharon Walraven Katharina Kruger | 4          | 3          |  |  | 1      | Yui Kamiji Jordanne Whiley     | 4      | 6      | 7      |  |
|  |            | Marjolein Buis Sabine Ellerbrock | Marjolein Buis Sabine Ellerbrock | 4          | 2          |  |  | 2      | Jiske Griffioen Aniek Van Koot | 6      | 4      | 5      |  |
|  | 2          | Jiske Griffioen Aniek Van Koot   | Jiske Griffioen Aniek Van Koot   | 6          | 6          |  |  |        |                                |        |        |        |  |